# 波隆那畫派
波隆那畫派（Bolognese School）是16世紀至17世紀在波隆那蓬勃發展的繪畫風格，與佛羅倫斯和羅馬相媲美，成為義大利繪畫中心。最重要的代表包括卡拉奇三兄弟，包括盧多維科·卡拉奇和他的兩個堂兄弟阿戈斯蒂诺·卡拉奇和安尼巴萊·卡拉奇兄弟。後來，波隆那畫派包括了其他巴洛克畫家：主要活躍在羅馬的多梅尼基諾和乔瓦尼·兰弗兰科，最後是圭尔奇諾和圭多·雷尼，以及盧多維科·卡拉奇經營的启程者学院。
16世紀前半，某些藝術慣例在羅馬發展起來，隨後逐漸成為傳統風格。隨著時間的推移，一些藝術家尋求新的創作方法，不再只是反映羅馬風格。卡拉奇工作室尋求創新，試圖創造擺脫傳統繪畫模式的新方法，同時繼續從同時代的文學作品中尋找靈感；工作室形成了一種與當時公認的藝術方式不同的風格。這種風格被認為系統化，借鑒了過去羅馬藝術流派的特定主題來創新。